# On the Night
On the Night es el segundo álbum en vivo de la banda británica Dire Straits, lanzado en 1993. En un principio, estaba planeado como un doble álbum. Sin embargo, finalmente se optó por publicar un solo disco para que no compitiera con Alchemy, el primer álbum en directo de la banda. Grabado en 1992 durante dos conciertos de Dire Straits, poco tiempo después sería publicado el EP Encores con tres canciones no incluidas en On the Night y procedentes de los mismos conciertos.
On the Night incluye los éxitos más notables de la última época del grupo, incluyendo "Walk of Life" y "Money for Nothing". 
La edición de On the Night en formato VHS incluye tres temas adicionales: "The Bug", emplazada entre "Romeo and Juliet" y "Private Investigations", y "Solid Rock" y "Wild Theme" (de la banda sonora de Local Hero), añadidas al final del repertorio.

## Lista de canciones
Todas las canciones compuestas por Mark Knopfler excepto donde se anota.

### Álbum
1. "Calling Elvis"
2. "Walk of Life"
3. "Heavy Fuel"
4. "Romeo and Juliet"
5. "Private Investigations"
6. "Your Latest Trick"
7. "On Every Street"
8. "You and Your Friend"
9. "Money for Nothing" (Knopfler/Sting)
10. "Brothers in Arms"

### VHS y DVD
1. "Calling Elvis"
2. "Walk of Life"
3. "Heavy Fuel"
4. "Romeo and Juliet"
5. "The Bug"
6. "Private Investigations"
7. "Your Latest Trick"
8. "On Every Street"
9. "You and Your Friend"
10. "Money for Nothing" (Knopfler/Sting)
11. "Brothers in Arms"
12. "Solid Rock"
13. "Local Hero - Wild Theme"

## Personal
- Alan Clark: teclados
- Danny Cummings: percusión y coros
- Guy Fletcher: sintetizadores y coros
- Paul Franklin: guitarra (pedabro)
- John Illsley: bajo y coros
- Mark Knopfler: guitarra y voz
- Phil Palmer: guitarra y coros
- Chris White: saxofón, pandereta y coros
- Chris Whitten: batería

## Listas de éxitos

### Álbum
| País           | Listas            | Listas           | Listas |
|                | Posición más alta | Semanas en lista |        |
| -------------- | ----------------- | ---------------- | ------ |
| Austria        | 1                 | 16               |        |
| Suiza          | 5                 | 15               |        |
| Alemania       | 7                 | 19               |        |
| Estados Unidos | 116               | 5                |        |

- Datos: Q1341045